# Mercato unico digitale

Bandiera dell'Unione europea

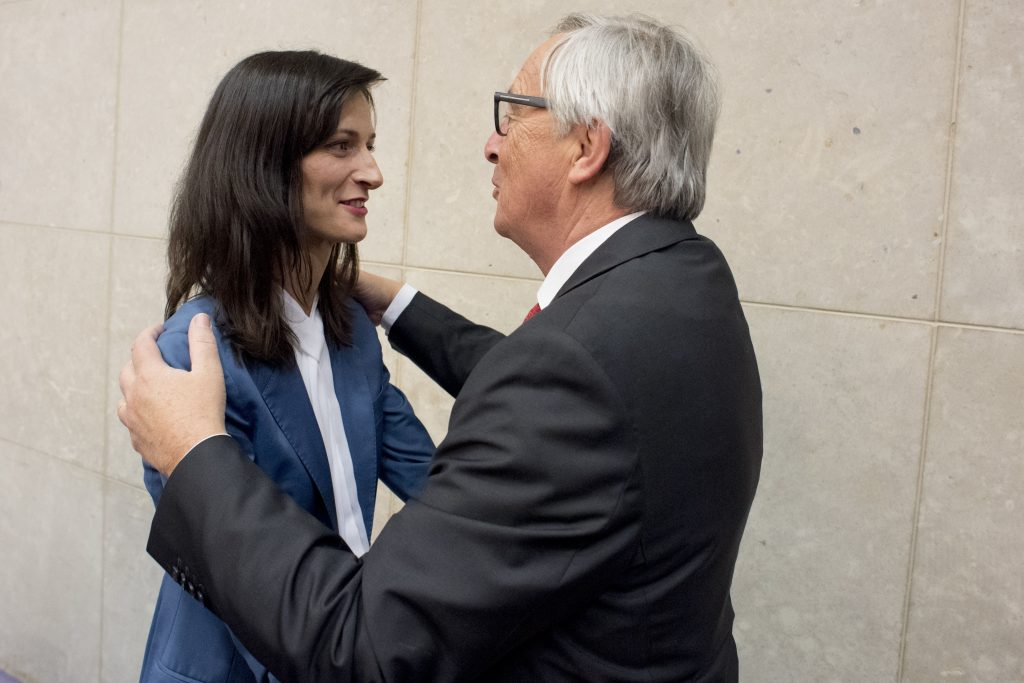
Jean-Claude Juncker and Mariya Gabriel nel 2017

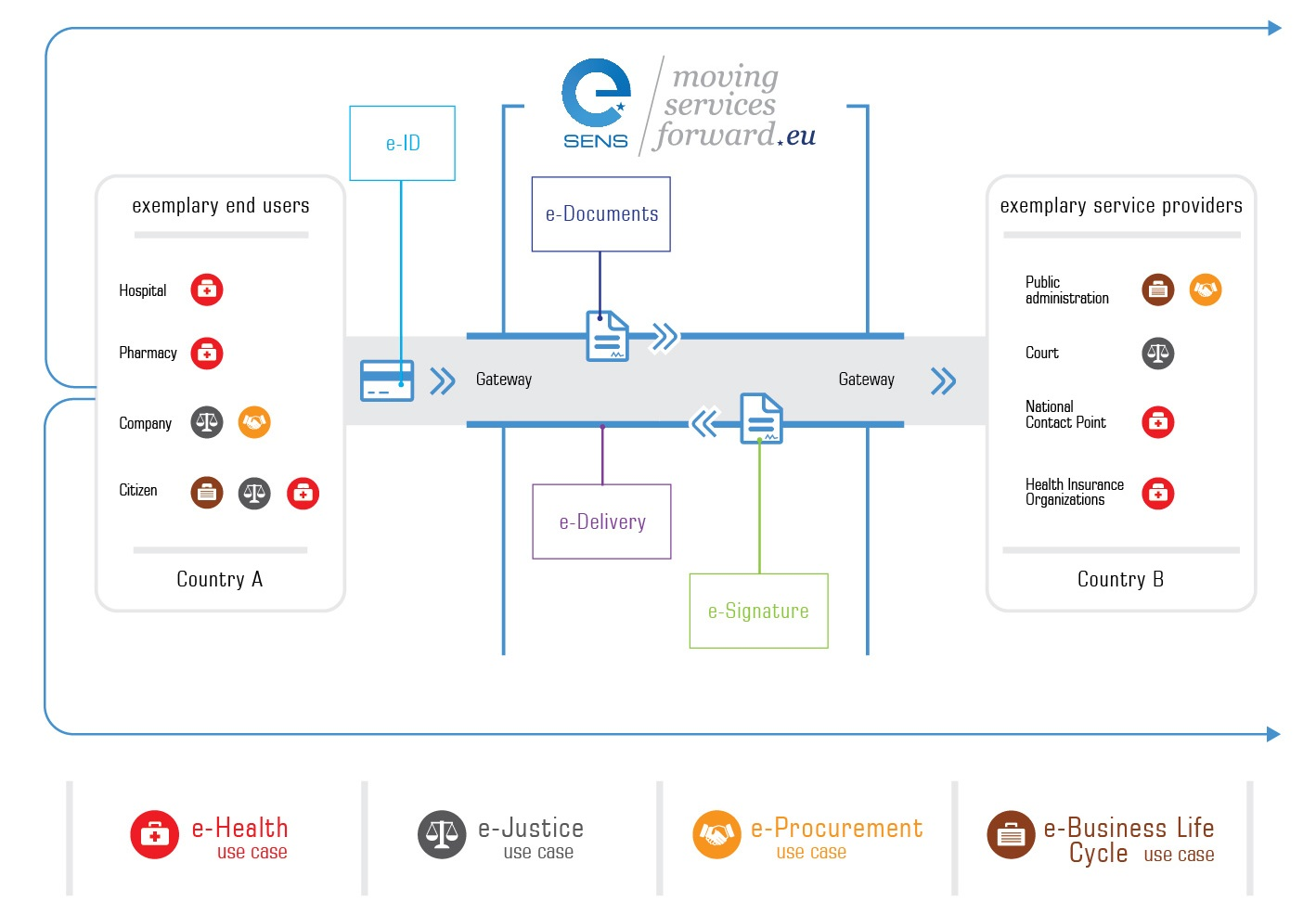
Il mercato unico digitale dell'UE e l'agevolazione dei servizi pubblici transfrontalieri.

Il mercato unico digitale è una politica dell'Unione europea che fa parte del mercato europeo comune e che regolamenta la pubblicità in rete, il commercio elettronico e le telecomunicazioni. Annunciata nel maggio 2015 dalla commissione Juncker, lo sviluppo della politica sul mercato unico digitale è affidata a Marija Gabriel dal 7 luglio 2017. Dal 1 novembre 2019 questo incarico è attribuito alla danese Margrethe Vestager, vicepresidente esecutivo per un'Europa pronta per l'era digitale.

## Strategia
Il mercato unico digitale è parte del programma Agenda digitale per l'Europa 2020, iniziativa che rientra nell'ambito della strategia Europa 2020.
I tre pilastri della strategia della Commissione europea sono:
- Migliorare l'accesso a prodotti e servizi on line attraverso la rimozione delle barriere all'ecommerce;
- Porre condizioni per la crescita e lo sviluppo delle reti e dei servizi digitali;
- Favorire una crescita sostenibile e ad impatto zero dell'economia digitale europea [5] [6].

## Attuazione
Dal momento del lancio della strategia la Commissione europea ha presentato 35 proposte legislative, alcune delle quali approvate in via definitiva come:
- Regolamento 2015/2120, del 25 novembre 2015, che stabilisce misure riguardanti l’accesso a un’Internet aperta e le tariffe al dettaglio per le comunicazioni intra-UE (con l'abolizione delle tariffe di roaming)[8][9]
- Regolamento 2016/679, del 27 aprile 2016, relativo alla protezione delle persone fisiche con riguardo al trattamento dei dati personali, nonché alla libera circolazione di tali dati (Regolamento generale sulla protezione dei dati, GDPR)[10], che tuttavia non si occupa solo dell'aspetto digitale della privacy ed appartiene solo indirettamente alla politica del mercato unico digitale europeo
- Regolamento 2017/1128, del 14 giugno 2017, relativo alla portabilità transfrontaliera di servizi di contenuti online nel mercato interno[11][12]
- Regolamento 2017/1953[13], del 25 ottobre 2017, per quanto riguarda la promozione della connettività internet nelle comunità locali (WIFI4EU)[14], poi abrogato dal successivo e più generale Regolamento 2021/1153, del 7 luglio 2021, che istituisce il meccanismo per collegare l’Europa[15]
- Regolamento 2018/302, del 28 febbraio 2018, che impedisce i blocchi geografici ingiustificati e altre forme di discriminazione basate sulla posizione geografica degli utenti europei[16][17]
- Regolamento 2018/644, del 18 aprile 2018, relativo ai servizi di consegna transfrontaliera dei pacchi[18][19]
- Direttiva 2019/790,[20] del 17 aprile 2019, sul diritto d'autore nel mercato unico digitale,[21][22]

A seguito della pandemia di COVID-19, con l'istituzione del Next Generation EU, la Commissione europea ha aggiunto 11,5 miliardi di euro ai 149,5 miliardi già stanziati nel quadro finanziario pluriennale 2021-2027, puntando ulteriormente sulla rivoluzione digitale indicata tra le 6 priorità della Commissione europea per il 2019-2024.

## Reazioni
Non tutte le direttive prodotte nell'ambito della strategia europea del mercato unico digitale sono state oggetto di un forte dibattito pubblico, ed alcune sono state accettate dal pubblico con più o meno favore.
Una delle normative accettate con maggior favore è certamente quella relativa alle tariffe di roaming telefonico nell'Unione europea, che sono state per molti anni un problema per gran parte dei cittadini europei, in particolare a causa del crescente interesse per l'uso dei dati durante i viaggi all'estero. Dopo il superamento della cosiddetta Eurotariffa, dal 15 giugno 2017 i cittadini degli Stati membri dell'UE in viaggio nell'Unione possono comunicare e connettersi ad internet senza spese di roaming.
Invece, la Direttiva 2019/790 sul diritto d'autore nel mercato unico digitale ha sollevato numerose reazioni critiche dei cittadini, in particolare in relazione al rischio di limitazione della libertà di parola, della libera informazione e della diffusione della cultura, in opposizione alle reazioni positive di editori, case discografiche e società che lavorano nell'ambito della protezione dei diritti d'autore per uso commerciale.

## Valore
La Commissione europea vede il mercato unico digitale europeo come uno dei mercati commerciali più preziosi al mondo per le imprese online. Nel 2015 la spesa online dell'UE è stata stimata in circa 450 miliardi di euro, superando i 700 miliardi nel 2020 grazie alla spinta data dalla pandemia al commercio elettronico. Secondo la Commissione Juncker, un mercato unico digitale pienamente funzionante potrebbe contribuire all'economia dell'UE con 415 miliardi di euro all'anno, addirittura quasi 700 miliardi secondo l'economista Tomi Dahlberg.